# Вальдес-и-Норьега, Франсиско Хавьер
Франси́ско Хавье́р Вальде́с-и-Норье́га, O.S.A. (исп. Francisco Javier Valdés y Noriega; 11 марта 1851, Пола-де-Лавьяна, провинция Астурия, Королевство Испания — 22 января 1913, Бусот, провинция Аликанте, Королевство Испания) —  прелат Римско-католической церкви, 106-й епископ Саламанки, 45-й епископ Хаки, 46-й епископ Пуэрто-Рико.

## Биография

### Ранние годы и образование
Франсиско Хавьер Валдес-и-Норьега родился 11 марта 1851 года в Пола-де-Лаванья, в провинции Астурия в семье Мануэля Вальдеса и Казимиры, урождённой Норьга. В августе 1867 года поступил Королевский семинарский колледж в Вальядолиде. После продолжил образование в Ла-Виде, в провинции Бургос и завершил в Маниле на Филиппинах.

### Священник и епископ
На Филиппины в город Гигинто он прибыл в 1872 году с целью изучения тагальского языка. В 1874 году был назначен настоятелем прихода в Пеньярнда. В 1876 году преподавал в Маниле в качестве профессора в католическом учебном заведении. С 1877 по 1882 год был настоятелем в приходах в Санта-Исабель, Паомбон и Булакане.
Затем преподавал в Испании: в 1885 году в колледже Альфонса XII в Эль-Эскориале и в 1893 году в колледже Марии Кристины. После учреждения новой провинции ордена августинцев, получил назначение на Филиппины. В 1896 году он снова прибыл Булакан.
24 марта 1898 года римский папа Лев XIII назначил его епископ Пуэрто-Рико, но, в связи утраты этой колонии испанским королевством, не смог приступить к исполнению своих обязанностей.
Затем был назначен епископом Хаки. 24 февраля 1900 года в базилике святого Лаврентия епископ Томаш Камара, в сослужении епископов Хосе Лопеса-Мендосы и Арсенио дель Кампо-и-Монастерьо, совершил его хиротонию. В 1903 году он был выбран представителем церковной провинции в Сенате испанского королевства, и в том же году король Альфонсо XIII награлил его Большим Крестом Изабеллы Католической. 14 ноября 1904 года стал епископом Саламанки.
Умер в городе Буссот, в провинции Аликанте 22 января 1913 года. Останки епископа покоятся в часовне Богоматери Возмещения в новом соборе Саламанки.